# Rente viagère
Une rente viagère (ou rente de mortalité) est une rente versée jusqu'au décès du bénéficiaire.
Ces dernières sont évaluées conventionnellement par une loi d'Ulpien mais c'est Johan de Witt qui, le premier, les a évaluées par l'espérance mathématique des valeurs actuelles des sommes futures à payer. Les premiers prix calculés d'après une table empirique sont dus à Edmond Halley, mais déjà l'Hôtel-Dieu de Paris offrait dès 1668 des rentes correctement évaluées, comme en témoigne la proximité avec la table de Deparcieux actualisée à 5 %. Tetens s'est intéressé à la dispersion des résultats qu'il appelle risque de la caisse, et Laplace, après Condorcet a montré comment charger en conséquence les primes afin d'assurer la solvabilité de la compagnie d'assurance. Depuis cette époque, la plupart des pays ont règlementé les tables de mortalité et les méthodes de calcul des provisions.

## Histoire

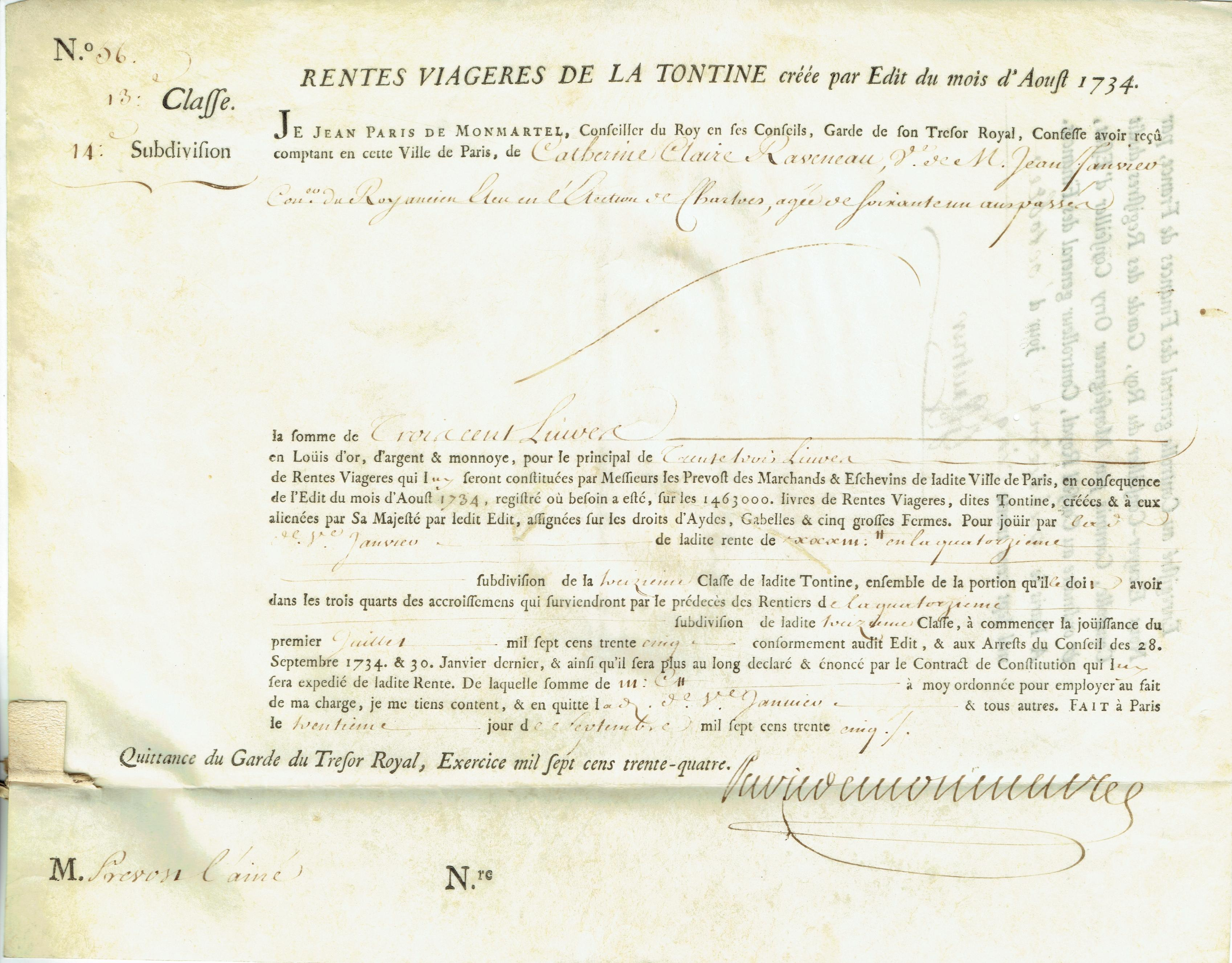
Rente viagère de 1735, émise par Jean Pâris de Monmartel en tant que Garde du Trésor royal.

Avant la deuxième moitié du XVIIe siècle, le prix des rentes viagères dépend rarement de l'âge du souscripteur : hormis quelques cas exceptionnels,, la coutume était que l'emprunteur servait un intérêt double du taux des rentes perpétuelles. Ainsi, quand on pouvait se procurer pour deux mille livres une rente perpétuelle de cent livres (« au denier vingt »), la rente viagère ne coûtait que mille livres (« au denier dix »).
En 1671, Johan de Witt, le grand pensionnaire de Hollande, a observé qu'on constituait « le plus souvent » les rentes viagères sur des « jeunes têtes », à peine remises des maladies de l'enfance. Il a calculé leur valeur pour montrer que c'était une bonne affaire de les acheter au prix courant pour les mettre sur « une tête jeune, vigoureuse et saine », dont la longévité était ainsi récompensée. Cette antisélection concerne près de 80 % des rentes viagères achetées aux Pays-Bas entre 1662 et 1713, qui étaient placées sur la tête d’un mineur différent de l'acheteur. Or de Witt se demande ce qui est le plus coûteux pour l’Etat d’emprunter à rentes viagères ou perpétuelles : sous des hypothèses de mortalité grossières, il calcule que, pour être actuariellement équivalentes à des rentes perpétuelles vendues au denier 25 (=4 %), les rentes viagères devraient être vendues au denier 16 (=6,67 %), soit plus cher que le denier 12½ (=8 %).
Au cours du XVIIIe siècle, la science actuarielle progresse : les tables de mortalité se perfectionnent, notamment par l’augmentation du nombre et de la fiabilité des observations (de l’incertitude méthodologique de Halley à la rigueur administrative de Wargentin), la distinction des femmes et des hommes (Struyck, 1740), et la prise en compte de l’antisélection. En effet, comme les personnes en mauvaise santé n’achètent pas de rentes viagères bien qu’elles figurent dans la table de mortalité général, il convient de considérer la table de mortalité des seuls rentiers viagers, ce que fait Deparcieux (1746) en compilant les archives des deux premières tontines françaises (1689 et 1696). En revanche, l’idée de charger les primes pour couvrir les coûts d’administration et surtout assurer la solvabilité n’apparaît explicitement qu’avec Laplace (1812).
Bien qu’on sache correctement évaluer le prix des rentes viagères sur plusieurs têtes dès 1752 (Simpson), il n’y a que très peu d’acheteurs pour ces produits. Quand ils sont disponibles (comme au Royaume-Uni où ils sont vendus par l’Equitable), les clients les boudent, ou préfèrent des associations mutuelles qui, ne tarifant pas correctement le risque, sont vouées à l’échec, comme la fameuse caisse des veuves de Calenberg. Pis encore, en France la monarchie vend depuis 1702 des rentes viagères sans classes dans les moments les plus désespérés, afin d’attirer les capitaux pour financer les guerres. C’est notamment le cas pendant les années 1778, 1779 et 1781, où Necker lança des rentes viagères au denier 10 (10 %), quel que soit l'âge du souscripteur.

## Exemples
La table d'Ulpien donne une première estimation de la valeur des rentes viagères. On peut également reconstituer le coût des rentes d'après les hypothèses de Johan de Witt ou celle de Deparcieux:
| Âge du bénéficiaire (x)                    | Prix d'une rente viagère unitaire | Prix d'une rente viagère unitaire | Prix d'une rente viagère unitaire | Prix d'une rente viagère unitaire | Prix d'une rente viagère unitaire |
| Âge du bénéficiaire (x)                    | Ulpien v. 200 apr. J.-C.          | de Witt 1671                      | Hôtel Dieu v. 1680                | Halley, 1693                      | Deparcieux 1746 (5 %)             |
| 1                                          | 30                                | 16                                | —                                 | 10,28                             | —                                 |
| 10                                         | 30                                | 15,19                             | —                                 | 13,44                             | 16,25                             |
| 20                                         | 28                                | 13,83                             | 20                                | 12,78                             | 15,58                             |
| 30                                         | 22                                | 12,22                             | 20                                | 11,72                             | 14,84                             |
| 40                                         | 19                                | 10,39                             | 15                                | 10,57                             | 13,62                             |
| 50                                         | 9                                 | 8,68                              | 12                                | 9,21                              | 11,58                             |
| 60                                         | 5                                 | 6,70                              | 10                                | 7,60                              | 9,24                              |
| 70                                         | 5                                 | 3,77                              | 8                                 | 5,32                              | 6,36                              |
| 80                                         | 5                                 | 0                                 | 8                                 | 3,05                              | 3,86                              |
| 90                                         | 5                                 | 0                                 | 6                                 | 1,74                              | 1,58                              |
| 95                                         | 5                                 | 0                                 | —                                 | 1,02                              | 0                                 |
| Toutes les valeurs sont des approximations |                                   |                                   |                                   |                                   |                                   |

Les pensions de retraite sont un cas de rentes viagères (quelle que soit la forme de leur acquisition : assurance-vie, plan d'épargne retraite, régime obligatoire ou facultatif…), mais il y en a d'autres (pension, vente en viager…).
Une rente viagère est, selon les cas, indexée ou non sur l'inflation ou un autre indice.

## Traitement comptable d'un contrat avec rente viagère
Par respect du principe comptable du coût historique, le coût d'acquisition d'une immobilisation acquise dans le cadre d'un contrat de rente viagère doit être déterminé indépendamment de la durée de vie du crédirentier.
Le Plan comptable général (article 321-6) dispose : « Pour les biens acquis moyennant le paiement de rentes viagères, le prix d'achat s'entend du montant qui résulte d'une stipulation du prix ou, à défaut, d'une estimation ».
Le coût d'entrée de l'actif à retenir est soit le prix stipulé dans l'acte, soit à défaut le prix indiqué pour la détermination des droits d'enregistrement ou enfin la valeur vénale du bien.
La contrepartie est inscrite dans le compte 1685 rentes viagères capitalisées.
Certains contrats de rente viagère peuvent faire l'objet d'une clause d'indexation. Il y a lieu de prendre en compte ces différences d'indexation.

## Fiscalité des rentes viagères
Toutes les rentes viagères sont imposables, sauf les rentes viagères issues d'un PEP ou d'un PEA.

### Impôts sur le revenu
Selon les articles 81 et 158 du Code Général des impôts qui définissent la fiscalité, au titre de l’impôt sur le revenu (ou IR), les rentes viagères sont imposables.
Néanmoins, il existe des abattements pour permettre aux personnes vendant un viager de disposer d’une retraite additionnelle.

### Abattements en fonction de l'âge
Ceux-ci varient en fonction de l’âge du vendeur à partir du premier versement des rentes. Ce premier versement s’effectue à la signature du contrat de vente pour un viager immobilier. Pour un viager financier, le versement s’effectue généralement un mois après le versement du capital par le vendeur.
Si vous optez pour une rente réversible au conjoint, les estimations seront faites en fonction de l’âge du plus âgé.
Voici les différents abattements selon les âges :
- Individus de plus de 70 ans : abattement de 70 %
- Individus ayant entre 60 et 69 ans : abattement de 60 %
- Individus ayant entre 50 et 59 ans : abattement de 50 %
- Individus ayant moins de 50 ans : abattement de 30 %

Concernant l'age retenu pour le calcul de l'abattement, le Conseil d’État a eu l’occasion de préciser que, par plus de 69 ans, il faut comprendre 70 ans révolus. Exemple : si le crédirentier a 69 ans et 11 mois, l'abattement sera de 60 % (CE 19 janvier 1996, no 13037).
Aucune autre exonération n'est accordée sur les rentes viagères